# マシュー・スチュワート (数学者)

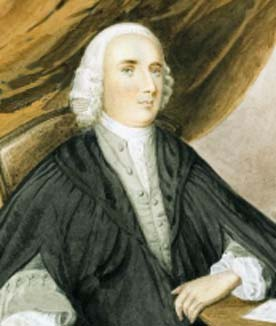
マシュー・スチュワートのカラープリント

マシュー・スチュワート（英: Matthew Stewart、1717年1月15日 - 1785年1月23日
）はスコットランドの数学者、スコットランド国教会教役者。王立協会フェロー、エディンバラ王立協会フェロー。

## 経歴
ビュート島のロスシーの牧師館で、地元の牧師デュガルド・スチュワート（Dugald Stewart）とJanet Bannantyneの間に生まれた。
ロスシー・グラマースクールで初等教育を終えた後、1734年にグラスゴー大学に入学し、ロバート・シムソンから古代幾何学を学んだ。パップスへの尊敬の念の一致などから、シムソンとスチュワートには親しい友情が芽生え、結果的にアポロニウスの De Locis Planis やエウクレイデスの Porisms への尊敬を通じたコミュニケーションに繋がった。この交流の中で、スチュワートは1743年3月からロバート・シムソンの Apollonii Pergaei locorum planorum libri II の作成を手伝っていた様子が見られる。
しかしながら、スチュワートの父はスチュワートが聖職者になることを望んだ（当時としては当然の望みだった）。1742,43年、彼はエディンバラ大学で神学を学びつつ、コリン・マクローリンの下で数学を学んだ。1744年3月、ダンウーンのスコットランドの教会の聖職者席を認められ、1年後にダンバートンシャーのロスネースの教役者になった。
1746年のマクローリンの死に従い、エディンバラ大学の数学教授は空席となり、スチュワートは1年後に数学教授となるため教役者を辞めた。彼の作品の中で最も知られる出版物 Some General Theorems of Considerable use in the Higher Parts of Mathematics は、教授の地位を確保することを助長したとされる。 この本はロバート・シムソンの考えを拡張したもので、作品内の性質IIは現在スチュワートの定理と知られるチェバ線の長さを求める公式となっている。1756年、スチュワートはケプラーの問題を幾何学的に解決する方法をもたらした。また、1761年に惑星の動きと摂動について述べた書籍 Tracts Physical and Mathematical を、1763年に太陽と地球の距離に関する附録 The Distance of the Sun from the Earth determined by the Theory of Gravity を出版した。附録では、太陽と地球の距離を25％ほど多く見積もってしまい、スチュワートの幾何学的方法はあまりに単純だとして批判を受けた。
1772年、スチュワートの体調は悪化し始め、エディンバラ大学の教授としての責務は分担されるようになった。その後は息子のデュガルド・スチュワートに引き継がれた。マシューは1775年に教職を辞めたが、エディンバラ大学において、1783年にエディンバラ王立協会の共同創立者になるなど大きな役割を果たした。

## 家族
- スチュワートはいとこのマージョリー・スチュワートと結婚した。
- 哲学者デュガルド・スチュワート（英語版）の父である。
- 物理学者パトリック・ミラー（Patrick Miller,1782 - 1871）の義父[9]。
- 大佐マシュー・スチュワート（英語版）（c.1784 - 1851）の祖父[10]。

## フリーメイソンリー
スチュワートはスコットランドのフリーメイソンである。1835年11月28日に第二ロッジ・キルウィニング・キャノンゲートで入会した。デュガルドもまた1775年に同ロッジで入会している。

## 死没
スチュワートは1785年1月23日、エアシャーのキャトリンで没し、エディンバラ中心のグレーフライヤーズ協会墓地に埋葬された。石材の使用に厳しい時代に埋葬されたため、墓標は存在しない。